# Gąsior (województwo dolnośląskie)
Gąsior – niezamieszkana osada leśna w Polsce położona w województwie dolnośląskim, w powiecie górowskim, w gminie Jemielno.
W latach 1975–1998 miejscowość administracyjnie należała do województwa leszczyńskiego.